# Sonny Chiba
Shin'ichi Chiba (japansk: 千葉 真一) (født 23. januar 1939, død 19. august 2021), også kendt som Sonny Chiba, var en japansk skuespiller, sanger, filmproducer, filminstruktør og sportsudøver. Fødselsnavnet er Sadaho Maeda (前田 禎穂).
Chiba var født i Fukuoka i Japan og havde tre søskende. Chiba startede på Nippon Sport Science University i 1957. Han var en seriøst kandidat til det japanske olympiske team, men måtte trække sig grundet rygskade. Imens han var studerende ved universitetet, begyndte han sin kamptræning hos mesteren Masutatsu Oyama i Kyokushin Karate. Chiba var desuden kyndig i judo og kendo.